# BMW E21
El BMW E21 (comercializado como Serie 3) fue un turismo del segmento D diseñado por BMW para reemplazar a las famosas series 2002 como el 1602, el 2002ti o el 2002 Turbo; típicas de los años 60 y principios de los 70. En 1975 la empresa de automóviles de Múnich Bayerische Motoren Werke AG (BMW) decide lanzar al mercado esta serie de automóviles, aunque al principio con poco éxito ya que se adelantó ligeramente a los gustos del momento.

## Historia
A partir de 1982 esta saga ha continuado su trayectoria a través de la historia del automóvil con vehículos destinados a superar la fama cosechada por su pionero, el E21, que ya contaba con un inigualable pedigrí como es el '02. Este modelo se lo puso muy difícil a sus sucesores, que gracias al tiempo y al progreso lo superaron. Así aparecieron los famosos E30, E36, E46, E90 y F30.
La línea se depura y estiliza perdiendo los últimos detalles "arcaicos" que quedaban en el E12 (Serie 5 de 1972) dando lugar a una línea muy acertada, sin embargo, conserva los típicos rasgos que han caracterizado a los BMW a lo largo de su historia.
Este diseño nació de la mano del célebre Paul Bracq siguiendo la línea que abrió el E12, convirtiendo una berlina familiar en una sobria berlineta deportiva. Los trabajos del diseñador durante los 70 y principios de los 80 constituyen el nacimiento de las casi todas series de BMW actuales (3,5,6 y 7) y marcan una época dorada de crecimiento y consolidación en BMW, destacando: E12 (1972 Serie 5), E21, E23 (1977 Serie 7), E24 (1976 Serie 6), E25 (1972 Concept Car), E26 (1978 M1), E28 (1981 Serie 5) y E30 (1983 Serie 3).
Destaca por su morro exageradamente plano hasta el final, su apariencia intemporal y sus cromados a lo largo y ancho de la carrocería: marcos de las lunas, lunetas y ventanillas;  parachoques, adornos laterales, calandra frontal, retrovisores (los modelos más antiguos), llantas, incluso algunos los llevaban en los aletines y limpiaparabrisas

### Etapa final
En 1983 se suspendió la fabricación de esta carrocería, dejando como sucesor al E30, que siguió equipando básicamente la misma mecánica hasta 1988-1994 (en 1988 se cerró la etapa M10 y en 1994 la etapa M20), y batiendo récords de ventas en la historia de BMW.
El E21 resultó un verdadero éxito así como el BMW más vendido en la historia de la marca bávara hasta ese momento. Se fabricaron 1.364.039 unidades, de estas 4595 Baur Topcabriolets, superando con creces el listón impuesto por las series "02".
En octubre de 1982 se dio el pistoletazo de salida al E30 y teóricamente el E21 dejó de fabricarse en diciembre de ese mismo año. Sin embargo en algunas fábricas todavía quedaban remanentes de chasis del E21, por lo que, dada su casi total compatibilidad mecánica y de montaje, se montaron los restantes (posiblemente vendidos en oferta como ediciones limitadas) con motores que normalmente ubicamos en los E30 tales como: 320/6i, 324d y algún 325i con motor M20 del 525i.
Este período puede definirse como el canto de cisne en la fabricación de los célebres E21 y puede darse por finalizado en los primeros meses de 1984

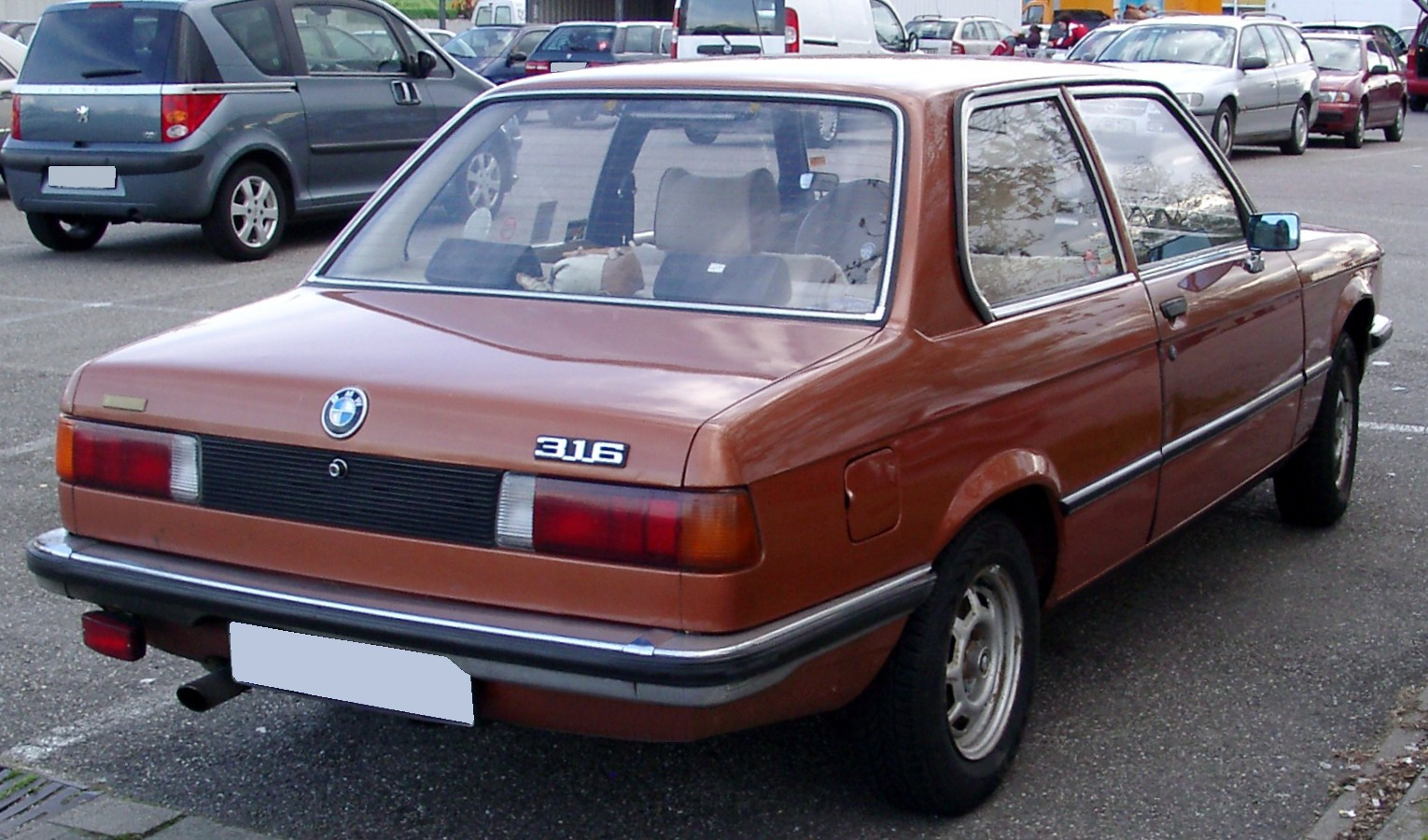
Parte trasera del 316
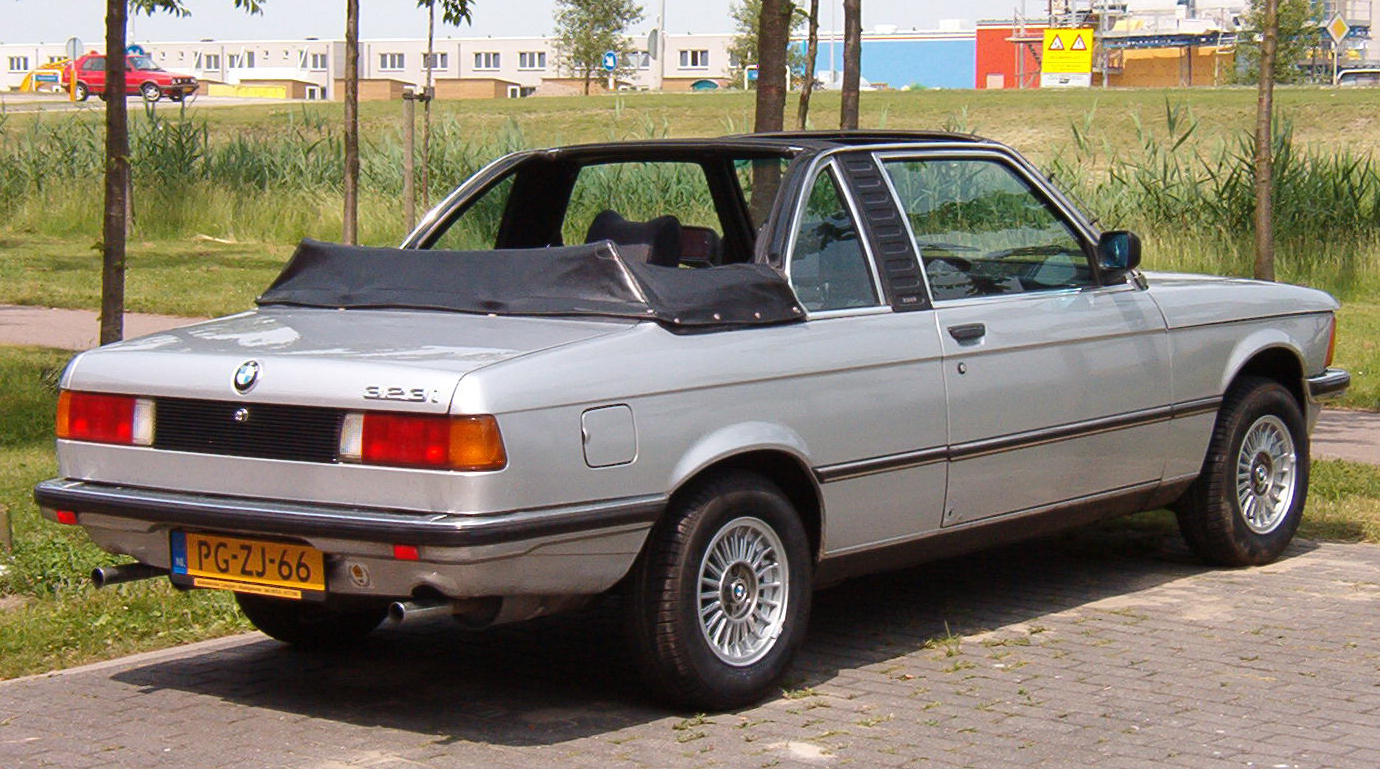
BMW 323i Baur Cabrio (1978–1979)
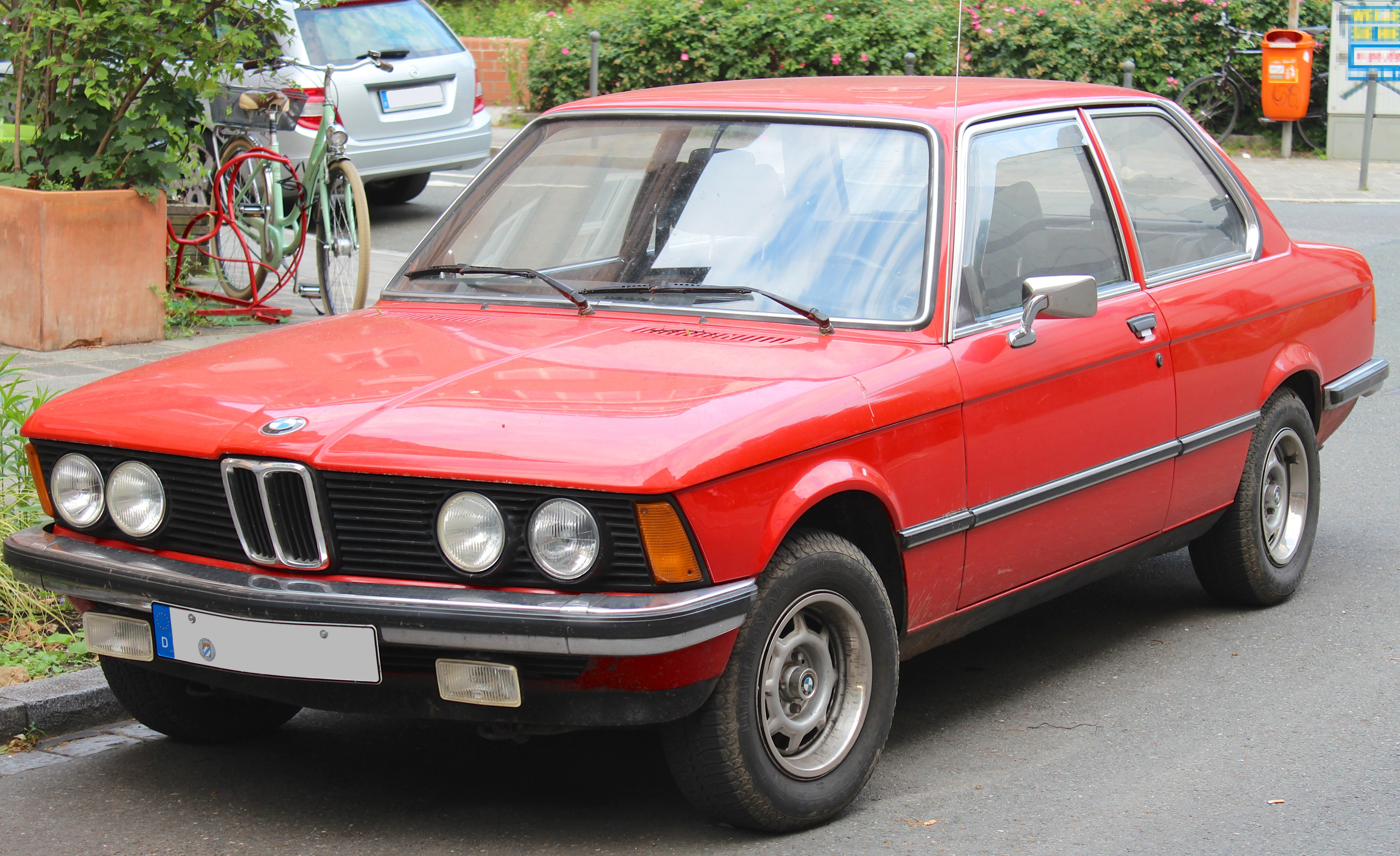
Los modelos 320 se distinguen de los modelos de cuatro cilindros por faros cuádruples

## Motor
Incorporan motores montados longitudinalmente, de gran dureza y peculiarmente inclinados unos 20° a la derecha. Aunque resultan quisquillosos con el carburador, sobre todo los Pierburg 2B4 (sustituible por un Weber DGV 32/36) y 4A1 (sustituible por un cuádruple cuerpo de motores V6).
- Motor M10:

Diseñado por el Barón Alex Von Falkenhausen es el motor más usado por BMW en los años 60, 70 y 80 con una producción que se prolongó veintisiete años (1961-1988). Al introducir el E21 recibieron nuevos dispositivos de encendido/alimentación y pequeños retoques de diseño, mejorando la relación potencia/consumo.
Este motor no es excesivamente deportivo, pero a cambio, soporta los tratos más duros, por lo que era ideal para el uso diario. Cuenta con un bloque de cuatro cilindros en línea y ocho válvulas con árbol de levas movido por cadena. Se fabricó con cilindradas desde 1400 a 2000. En el E21 se equipó con un margen de potencia que iba desde 75 CV (E21 315) hasta 125 CV (E21 320i). Mientras que entre 1962 y los primeros años del E21 este motor vivió un esplendor dorado, a partir de 1978 comienza su ocaso relegándolo a los modelos más económicos de la gama, sin embargo, duraría diez años más en producción hasta ser definitivamente sustituido por los modernos M40 y M42.
- Motor M20:

Seis cilindros en línea con 12 válvulas por correa (menos robusto que el M10), desde 2000 cm³ hasta 2700 cm³. Estuvo en producción durante dieciocho años (1976-1994) y junto con el M10 y el M30 son los padres de la motorización moderna en BMW. 
Cuando se adaptó el M10 para diseñar el 320i (4 cilindros, 125 CV) se vio que era muy difícil llevar más allá el M10 manteniendo una durabilidad y consumo razonables, por lo que se necesitaba una mecánica superior. El M10 estaba planeado para alcanzar los 2.000 cm³ (normalmente aceptado como límite comercial para los motores de cuatro cilindros). Como en la época no había tecnología para hacer un motor de cuatro cilindros más potente manteniendo la cilindrada y la fiabilidad optaron por una mecánica de seis cilindros porque les permitía alcanzar cilindradas y rendimientos más elevados. Se disponía de un seis en línea que montaban las series superiores (Series 5, 6 y 7), el M30, sin embargo este motor es demasiado grande y pesado para mantener la estabilidad en el sencillo y ligero chasis de un E21, por lo que se necesitaba crear un motor nuevo. El objetivo era diseñar un "6 en línea" ligero y compacto, que fuese perfectamente compatible, en peso y dimensiones, con el chasis y el espacio del E21 y además capaz de ofrecer al cliente modelos con más de 125 CV.
El proyecto fue un éxito siendo el 320/6 el segundo E21 más vendido por detrás del 316. Aunque este motor se introdujo en la Serie 3 en 1977, se desarrolló plenamente durante la era E30 a partir de 1983. El éxito fue tan rotundo que convirtió esta arquitectura en la más deseada en un Serie 3.
Las dos generaciones de E21, antes y después de la introducción del M20:
- La primera con los 316/1, 318, 320 y 320i, solamente con motores M10.
- La segunda con los 315, 316/2, 318i, 320/6, 323i, aparte del M10 con motores M20.

Para mayor información y exactitud consulten los artículos principales M10 y M20.

### Sistemas de alimentación
Carburador:
- Primera generación, Solex 32/32 DIDTA: 316/1, 318 y 320.
- Segunda generación: Pierburg 1B2, 315; Pierburg 2B4, 316/2; Solex 4A1, 320/6.

Inyección:
- Bosch K-Jetronic para los 320i y 323i.
- Bosch Jetronic para los 318i y 320i/2(solo USA).
- Bosch K-Jetronic para los 320i/4cilindros(USA).

Nota: los motores de carburación habitualmente llevan una toma de aire redonda y negra muy característica.

### Equipamientos extra opcionales que no venían de serie
Este modelo fue particularmente desfavorecido en cuanto al equipamiento de serie ya que venía muy pobremente equipado.
- En modelos inferiores al 320:
  - Colores metalizados
  - Frontal de 4 faros
  - "Reposacabezas" para el asiento trasero
  - Doble luz de cortesía
  - Luz de maletero, etc.

- En todos los modelos:
  - Cerradura para la guantera
  - Llantas de aluminio (sport, Alpina o BBS)
  - Doble luz en el techo
  - Ventanillas traseras abatibles
  - Techo solar
  - "Alerón" trasero de goma
  - Marcos cromados en las lunetas
  - Pomo de cambios deportivo o Alpina
  - Aire acondicionado
  - Dirección  asistida
  - Diferencial autoblocante
  - Caja de cambios de 5 marchas o automática
  - Retrovisor derecho (manual o eléctrico)
  - Adorno del modelo para la parrilla (solo para 320 y 323i)
  - Butacas Recaro en cuero
  - Espejo retrovisor derecho en modelos pre

### Caja de cambios
Los E21, de serie, llevaban una caja de cambios manual de 4 velocidades largas (tope a 170-180 km/h) con una cuarta directa 1:1. Sin embargo había dos opciones más.
- La caja ECO:

También llamada Overdrive, mantenía las cuatro relaciones de la caja estándar pero se le añadía una quinta "superdirecta" para autopista sin tener que apurar el motor para ir a 120 km/h.
- La caja Sport:

Consistía en una caja con cuatro relaciones cortas y una quinta directa 1:1 con lo que se conseguía un rendimiento más deportivo. Se usa principalmente en los 320 y 323i de carreras o regularidad. Es la más cotizada actualmente.
- La caja Auto:

El E21 se podía adquirir también con una caja de 3 marchas automática de funcionamiento mecánico.

### Detalles y curiosidades
- Insólito sistema eléctrico del retrovisor (que llama la atención al unirse a un elevalunas manual).
- A partir de 1980 se incluía un reloj digital con display rojo ubicado en la mitad inferior del cuentavueltas.
- El cuadro de instrumentos se ilumina mediante tres lámparas de color naranja en lugar de retroiluminarse.
- El volante de serie tiene cuatro botones de claxon.
- Carburadores extremadamente complejos.
- La consola central del habitáculo (mandos del climatizador, radio y cenicero) converge claramente hacia el conductor, dándole protagonismo dentro del vehículo, la iluminación de estos elementos en vez de por lámparas directas se hacía por fibra óptica.
- El pedal del acelerador es grande y de palanca (tipo camión).
- La palanca de cambios es pequeña, redonda, chafada y plana por la cara de arriba dando un perfil de émbolo (como una jeringa).
- El botón que activa las luces de emergencia (Warning) tiene tendencia a estropearse y saltar solo y no regresar a su posición original. Esto parte de un defecto, ya que al estar apagado el muelle está siempre en tensión, por lo que, con el paso de los años vence el tope que lo sujeta. Aunque se arregla fácilmente sacándolo y enderezando la pata metálica que debe mantenerlo en su lugar, y que es la que al doblarse hacia afuera hace que se desenganche.
- Diseño de morro original: la parte superior del morro está adelantada respecto de la inferior (altura del parachoques) dando un perfil de agresividad y de morro de tiburón. El morro tampoco es recto, sino que visto desde arriba converge ligeramente en punta hacia el centro. Los cuatro faros redondos colocados escalonadamente (los interiores más adelantados respecto a los exteriores) y rematados en el centro de la parrilla con los característicos "riñones" remarcan ese carácter y le dan aspecto de exclusividad.
- El aspecto general es bastante difícil de ubicar en una década concreta ya que tiene rasgos que tuvieron los coches de los 60, 70 y 80.
- Entre todos los modelos de la gama el superventas fue el 316, que entre la etapa 1.600 cm³ y la 1.800 cm³ con una producción total de 337.024 coches.

## Modelos de serie
Esta tabla enumera toda la gama de modelos E21 de serie que se fabricaron desde 1975 hasta 1983 con sus respectivos motores y equipamiento:

### 4 en línea
- Equipamiento básico:
  - 315 motor de 1,6 L de 75 CV (caballos vapor, o HP - horse power), el más económico y tardío.
  - 316/1 motor de 1,6 L de 90 CV sustituido por el 315 en 1981.
  - 316/2 motor de 1,8 L de 90 CV, con curvas de potencia y par mejoradas reemplazó al 316/1 y al 318 en 1980.
  - 318 el mismo motor que el 316/2 pero con un algunos caballos más.
  - 318i versión de cilindrada rebajada del 320i.

- Equipamiento superior:
  - 320 es la cilindrada más alta que llevaron los M10.
  - 320i primer E21 en llevar inyección (Bosch K-Jetronic), derivó en dos modelos: 318i y 323i.

### 6 en línea
Todos se fabricaron con el equipamiento superior.
- 320/6 de 122 CV, lleva un carburador de cuádruple cuerpo.
- 320i/6 de 128 CV, es un modelo tardío durante la transición al E30.
- 323i alcanza los 143 CV y es el más potente de los E21 convencionales, sustituye al 320i equipado con motorización M10.

### Modelos vendidos en EE. UU.
- 320i igual al 320i Europeo con motor M10 2.0i, pero con algunas variaciones típicamente estadounidenses en el motor como es el catalizador y en la carrocería dependiendo de las leyes del estado, como parachoques federales, luces laterales traseras de posición y avisador/zumbador de no llevar el cinturón de seguridad abrochado. Además lleva en el tablero 3 luces indicadoras de sobrecalentamiento, sensor de oxígeno (indica cuando hay que cambiarlo) y cinturón de seguridad. Las luces delanteras no son las estándar alemanas sino que son las comúnmente usadas por todos los autos en EE. UU. Y los giros delanteros son levemente más grandes que los alemanes para generar una visión del giro desde la parte de atrás del auto.
- 320i/2 lleva un motor de 318i con 101 CV y la misma carrocería que el 320i estadounidense.

## Modelos Especiales
Entre otros, se fabricaron los siguientes modelos especiales:
- 323 Alpina C1, modificación muy potenciada del 323i.
- 323 Schnitzer Turbo, ostentaba la mejor aceleración.
- 328 Alpina B6 es el E21 más potente que se podía adquirir como coche de circulación. Se fabricaron varios tipos de B6 que contaron con un motor M30 de 528i modificado para caber en el vano motor de un serie 3. El más potente de ellos desarrollaba 218 CV
- 335 Härtge, el de cilindrada más elevada.
- Algunos modelos de competición de hasta más de 500 CV que, incluso, corrieron en las 24 Horas de Le Mans a finales de los 70, codeándose con BMW E26 M1 y Porsche 934 y 935. Estos no salieron a la venta pública ni se homologaron para circular. Entre ellos destacan los Silueta de la escudería IMSA.

## Motorizaciones
| Periodo                        | 1981-1983                                                                 | 1975-1980                                                                 | 1980-1981                                                                 | 1975-1980                                                                 | 1980-1981                                                                 | 1975-1977                                                                 | 1977-1982                                                                 | 1975-1977                                                                 | 1978-1982                                                                 |
| Identificación del motor       | M10 M98                                                                   | M10 M41                                                                   | M10 M118                                                                  | M10 M118                                                                  | M10 B18                                                                   | M10 M43                                                                   | M20 B20                                                                   | M10 M64                                                                   | M20 B23                                                                   |
| Tipo de motor                  | L4 8v, carburación Pierburg 1B2                                           | L4 8v, carburación Solex 32/32 DIDTA                                      | L4 8v, carburación Pierburg 2B4                                           | L4 8v, carburación Solex 32/32 DIDTA                                      | L4 8v, inyección multipunto BOSCH K-Jetronic                              | L4 8v, carburación Solex 32/32 DIDTA                                      | L6 12v, carburación Solex 4A1                                             | L4 8v, inyección multipunto BOSCH K-Jetronic                              | L6 12v, inyección multipunto K-Jetronic                                   |
| Cilindrada                     | 1573 cm³                                                                  | 1573 cm³                                                                  | 1773 cm³                                                                  | 1773 cm³                                                                  | 1766 cm³                                                                  | 1990 cm³                                                                  | 1990 cm³                                                                  | 1990 cm³                                                                  | 2318 cm³                                                                  |
| Relación de compresión         | 9.5: 1                                                                    | 8.3: 1                                                                    | 8.6: 1                                                                    | 8.6: 1                                                                    | 10.0: 1                                                                   | 8.1: 1                                                                    | 9.2: 1                                                                    | 9.3: 1                                                                    | 9.5: 1                                                                    |
| Potencia máxima: CV (kW) @ rpm | 75 CV (55 kW) @ 5800                                                      | 90 CV (66 kW) @ 6000                                                      | 90 CV (66 kW) @ 5500                                                      | 98 CV (72 kW) @ 5800                                                      | 105 CV (77 kW) @ 5800                                                     | 109 CV (80 kW) @ 5800                                                     | 122 CV (90 kW) @ 6000                                                     | 125 CV (92 kW) @ 5700                                                     | 143 CV (105 kW) @ 5800                                                    |
| Par máximo: Nm @ rpm           | 110 Nm @ 3200                                                             | 125 Nm @ 4000                                                             | 144 Nm @ 3000                                                             | 143 Nm @ 4000                                                             | 148 Nm @ 4500                                                             | 157 Nm @ 3700                                                             | 160 Nm @ 4000                                                             | 175 Nm @ 4350                                                             | 190 Nm @ 4500                                                             |
| Tracción                       | Trasera                                                                   | Trasera                                                                   | Trasera                                                                   | Trasera                                                                   | Trasera                                                                   | Trasera                                                                   | Trasera                                                                   | Trasera                                                                   | Trasera                                                                   |
| Transmisión                    | Manual, 4 velocidades / Manual, 5 velocidades / Automática, 3 velocidades | Manual, 4 velocidades / Manual, 5 velocidades / Automática, 3 velocidades | Manual, 4 velocidades / Manual, 5 velocidades / Automática, 3 velocidades | Manual, 4 velocidades / Manual, 5 velocidades / Automática, 3 velocidades | Manual, 4 velocidades / Manual, 5 velocidades / Automática, 3 velocidades | Manual, 4 velocidades / Manual, 5 velocidades / Automática, 3 velocidades | Manual, 4 velocidades / Manual, 5 velocidades / Automática, 3 velocidades | Manual, 4 velocidades / Manual, 5 velocidades / Automática, 3 velocidades | Manual, 4 velocidades / Manual, 5 velocidades / Automática, 3 velocidades |
| Aceleración 0–100 km/h         | 14.8 s                                                                    | 13.8 s                                                                    | 12.5 s                                                                    | 11.9 s                                                                    | 11.5 s                                                                    | 11.2 s                                                                    | 10.7 s                                                                    | 9.9 s                                                                     | 9.5 s                                                                     |
| Velocidad máxima               | 154 km/h                                                                  | 160 km/h                                                                  | 163 km/h                                                                  | 165 km/h                                                                  | 179 km/h                                                                  | 170 km/h                                                                  | 181 km/h                                                                  | 183 km/h                                                                  | 190 km/h                                                                  |
| Consumo combinado (L/100 km)   | 8.8                                                                       | 9.5                                                                       | 9.0                                                                       | 9.6                                                                       | 8.9                                                                       | 10.0                                                                      | 9.9                                                                       | 9.4                                                                       | 9.6                                                                       |

## Fase 2
En 1979 se introdujo la llamada "Fase 2", una reestilización que provocó una serie de cambios estéticos y funcionales, algunos de los cuales marcaron tendencia y fueron profusamente reproducidos por muchas marcas hasta finales de los 90.
Los cambios consisten en:
- Aparición del reloj digital.
- Calefacción con tres mandos redondos (temperatura del aire, potencia del ventilador y zona de difusión).
- Difusores de aire del habitáculo cuadrados, regulables y orientables.
- Retrovisores de tipo moderno situados en la esquina delantera de las ventanillas.
- Bufanda de piel en la palanca de cambios.
- Simplificación de los mandos del tablero izquierdo, pasan de cuatro a tres (luces, luneta térmica, antinieblas).
- Cambio de la parte inferior del frontal (Faldón inferior). La fase 2 carece de las 2 rejillas inferiores de ventilación de plástico.